# Трофа (Агеда)
Трофа (порт. Trofa) — район (фрегезия) в Португалии, входит в округ Авейру. Является составной частью муниципалитета Агеда. Находится в составе крупной городской агломерации Большое Авейру. По старому административному делению входил в провинцию Бейра-Литорал. Входит в экономико-статистический субрегион Байшу-Воуга, который входит в Центральный регион. Население составляет 2680 человек. Занимает площадь 8,19 км².